# Geosmin
Geosmin er et organisk stof med en tydelig jordsmag og -duft, som dannes af visse bakterier, og som er grunden til den jordagtige smag hos rødbede. Stoffet bidrager også til den kraftige duft (petrichor), der opstår, når regnen kommer efter en periode med tørt vejr, eller når man roder i jorden. I kemisk henseende er det en bicyclisk alkohol med den kemiske formel C12H22O, et derivat af decalin. Dets navn kommer af græsk: γεω- (geo- = 'jord') + ὀσμή (osmi ='lugt').

## Dannelse
Geosmin dannes af den gram-positive bakterieslægt, Streptomyces, og forskellige cyanobakterier, og det frigives, når disse mikroorganismer dør. Befolkningsgrupper, hvis vandforsyning er afhængig af overfladevand, kan i perioder opleve tilfælde af ildesmagende vand. Det sker, når et dyk i populationstallet for disse bakterier frigiver geosmin i stedets vandforsyning. Under sure forhold nedbrydes geosmin til lugtløse stoffer.
Dannelsen af geosmin ved hjælp af et dobbeltvirkende enzym hos Streptomyces coelicolor blev afsløret i 2006. Et enkelt enzym, geosminsyntase, omdanner farnesyldifosfat til geosmin i en totrinsreaktion.
Streptomyces coelicolor er den grundlæggende repræsentatnt for en gruppe af jordlevende bakterier med en kompliceret livscyklus, der inddrager både mycelievækst og sporedannelse. Ud over at danne det flygtige geosmin, producerer de også andre, komplekse molekyler med farmakologisk interesse. Bakteriens genom er tilgængelig hos Sanger Institute.

## Virkninger
Menneskets næse er yderst følsom overfor geosmin, og man kan fornemme stoffet i koncentrationer så lave som 5 dele pr. trillion.
Indhold af geosmin er grunden til den mudrede smag hos mange, økonomisk betydningsfulde ferskvandsfisk som f.eks. karper og ørredder. Geosmin reagerer med 2-methylisoborneol, som er koncentreret i fedtholdigt skind og mørkt muskelvæv. Geosmin ødelægges under sure forhold, og derfor bruges eddike og andre syreholdige ingredienser i opskrifter på fiskeretter for at fjerne smagen af mudder.